# NGC 4825
NGC 4825 is een elliptisch sterrenstelsel in het sterrenbeeld Maagd. Het hemelobject werd op 27 maart 1786 ontdekt door de Duits-Britse astronoom William Herschel.

## Synoniemen
- MCG -2-33-70
- PGC 44261